# Kassemur
En kassemur er en vægtype, hvor man opfører to "murskaller", der udgør henholdsvis den udvendige og indvendige side af muren. Vægskallerne opføres i passende vandrette sektioner, således man undervejs kan udfylde hulrummet mellem skallerne med en blanding af kampesten, mørtel og andre brokker, f.eks. fra munkesten. Når hulrummet er fyldt ud, kan processen gentages indtil muren har den ønskede højde. Skallerne kan være opførte af teglsten eller tilhugne kampesten (kvadre). 
Konstruktionen var særlig brugt ved anlæg, hvor man ønskede en betydelig vægtykkelse. I middelalderen anvendtes kassemure ved opførelsen af mange landsbykirker og borganlæg. 
| Arkitektur | Spire Denne arkitekturartikel er en spire som bør udbygges. Du er velkommen til at hjælpe Wikipedia ved at udvide den. |